# Second Sight (jeu vidéo)
Pour les articles homonymes, voir Second Sight.
Second Sight est un jeu vidéo de tir à la troisième personne développé par Free Radical Design et édité par Codemasters, sorti en 2004 sur GameCube, PlayStation 2, Xbox et en 2005 sur Windows.
En 2015, la société THQ Nordic fait l'acquisition, avec la série des Timesplitters, de la licence de Second Sight.
En 2018, c'est au tour de Koch Media d'acquérir la licence de Second Sight.

## Système de jeu
Avec des ex-développeurs de Rare, le système de jeu emprunte beaucoup de ses idées à GoldenEye 007 et Perfect Dark dans le système de visée et de tir pour la partie TPS.
Le jeu a 3 caméras utilisables à tout moment, excepté lorsqu'on est caché dans une canalisation ou dans une armoire :
- La caméra par défaut : une caméra qui reste dans le dos et nous suit
- La caméra qui reste fixé à un mur ne permettant de voir qu'un certain angle de la zone
- La caméra en vue subjective ne permettant pas au personnage de se déplacer en marchant (non-utilisable lorsqu'on est en mode discrétion)

Le jeu possède 17 niveaux liés par une histoire où on fait évoluer les capacités de jeu de notre personnage, John Vattic. 

Le jeu propose un gameplay inédit avec les pouvoirs psychiques permettant de:
- Soulever des entités
- Soigner
- Envoyer une impulsion psychique
- Charmer (se rendre invisible ou calmer)
- Se projeter et posséder

Chaque pouvoir, sauf le pouvoir de soin et de charme, sera amélioré par le scénario du jeu. Chaque pouvoir consomme de l'énergie psychique symbolisée par une jauge bleue dans l'interface du jeu, en-dessous de la jauge rouge représentant la vie.

Le jeu étant un TPS, les armes à feu sont de la partie:
- NSE
- Fusil Sniper
- PM
- Fusil d’assaut
- Fusil Cal.12 NSE
- Pistolet tranquillisant
- Tranquillisant lourd
- Fusil soviétique
- Pistolet soviétique
- Révolver
- Pistolet
- .45 Pistol
- Shotgun
- Sawn-Off Shotgun

Toutes les armes ont la même portée mais pas la même puissance et cadence de tir. 

## L'origine du jeu
À l'origine, avant de penser à utiliser la thématique du temps comme un moteur scénaristique, le temps aurait dû être un élément de jeu. Le jeu aurait dû donc commencer par le combat final, qu'on aurait perdu, et enchaîner avec le premier niveau actuel où le jeu qu'on connait se serait déroulé comme aujourd'hui mais avec comme ultime élément de jeu le pouvoir de voyager dans le temps.
Malheureusement, les capacités de l'époque ne pouvait permettre un moteur de jeu ayant cette capacité, même si le jeu possède une mémoire des actions assez grande (retrouvables dans le menu « statistique » du profil du joueur).
Ce système sera donc repris dans la série TimeSplitters, avec le jeu TimeSplitters: Future Perfect, un an après la sortie de Second Sight.

## Les personnages principaux

### Équipe WinterICE[6]
L'équipe WinterICE est composée de Marines spécialisés dans l'insertion tactique, l’extraction et contre le terrorisme. La base des opérations se fait à Kastein, en Allemagne.  
- Docteur John Vattic : Personnage contrôlé par le joueur, il est doté de pouvoir psychique et il est le dernier membre de l'équipe WinterIce.
- Colonel Joshua Starke : La personne chargée de superviser l'équipe WinterIce sur le terrain. Il a eu une jeunesse dans un gang du Queens.
- Jayne Wilde : La personne ayant fait recruter John Vattic grâce à ses facultés psychiques de prémonition.

### National Security Executive[7]
La National Security Executive (NSE), ou la « Direction de la sécurité nationale » en français, est l'agence gouvernementale américaine responsable de la sécurité nationale. Le quartier générale se trouve dans le New Jersey, aux États-Unis d'Amérique.
- Directeur Silas Hanson : Directeur de la NSE, son but est de créer une armée de soldat psychique. C'est le principale antagoniste du jeu.

### Projet Zener
Le projet Zener consiste à faire des recherches autour des capacités psychiques.
- Professeur Viktor Grienko : Le chercheur à la base des recherches autour des capacités psychiques.

## Scénario

### Chapitre 1: Isolement
Le jeu commence dans un centre médical où votre personnage, docteur John Vattic, se réveille bien amoché avec le pouvoir de télékinésie et aucun souvenir. Bien heureusement, lors d'un moment de perte d'espoir et de douleur, John découvre le pouvoir de guérison. À la fin du premier niveau  vous retrouvez votre prénom et nom en regardant votre gourmette. Ce rappel vous permet de vous souvenir du jour où vous avez été recruté par l'armée américaine pour l'équipe WinterIce, 6 mois plus tôt.

### Chapitre 2: Préparation (6 mois plus tôt)
Vous ferez la connaissance de Jayne Wilde, une personne prétendant avoir le don de voir le futur, et du colonel Joshua Starke, qui supervisera l'équipe WinterIce dont le but est de retrouver un certain professeur Viktor Grienko qui travaille depuis le début de la guerre froide sur un projet tenu secret. C'est Jayne Wilde qui vous a fait enrôler dans cette mission mais vous la refusez, ce qui la déçoit et elle laisse échapper : « personne d'autres peut nous sauver ».

### Chapitre 3: Expérimentation
John reprend ses esprits dans l'ascenseur où il se trouvait à la fin du premier chapitre et se fait appréhender par un garde le menaçant dangereusement. Dans un moment de peur et de soumission, John est pris d'un mal de crâne et émet une impulsion psychique tuant le garde d'un seul coup. Vous apprenez que, dans ce centre médical, on teste les capacités psychiques sur des gorilles et John Vattic apprend, encore une fois malgré lui, sous le stress et la peur d'être vu, le pouvoir « Ensorcellement » qui consiste à devenir invisible en effaçant son image de l'esprit des autres personnes. Cela ne fonctionne que si vous ne vous trouvez pas dans le champ de vision de quelqu'un.
Vous trouvez un ordinateur à la salle des archives qui vous apprend que Jayne Wilde est morte lors d'une mission, ce qui fait un flashback forcé à John Vattic.

### Chapitre 4: Sur le terrain (6 mois plus tôt)
Le docteur John Vattic se retrouve avec l'équipe WinterIce qui se dirige vers une station de pétrole USHC au plateau d'Ouvat à l'Oblast de Tioumen pour y rechercher des informations sur la localisation de Grienko. À quelques kilomètres de la station, ils se font attaquer par des troupes inconnues.
Jayne Wilde, pendant qu'on se fait attaquer par des snipers, part toute seule vers un cabanon rempli d'explosif. On va la chercher et la sauver.
Pendant son sauvetage, on apprend que Grienko se trouve à Dubrensk, via un ordinateur.

### Chapitre 5: En fuite
John se remet de son flashback quand il se rend compte que l'ordinateur ne dit plus que Jayne est morte mais qu'elle est à l'asile de Penfold à Rutland. Il prend vite note de cette nouvelle localisation et s'échappe du centre médical en voiture.
Il aura appris à se projeter afin de passer une barrière à laser en l'éteignant de l'autre côté et, lors d'un encerclement avec plusieurs gardes, que son impulsion psychique peut être transformé en une explosion psychique ne tuant pas en un seul coup les ennemis mais les laissant à terre un moment.
On apprend aussi que le méchant de l'histoire est un américain : le Directeur Silas Hanson. C'est lui qui nous a fait transporter dans ce centre médical afin de nous faire passer un traitement.

### Chapitre 6: Madness
John arrive à l'asile, apprend que non seulement il peut soulever des objets avec sa télékinésie mais aussi les gens, ce qui les étrangle. Vous faites sortir Jayne de sa cellule, mais elle est devenue folle.

### Chapitre 7: Sauvetage
John réussi à se rendre avec Jayne dans les égouts en passant par les toits. Vous apprenez que le pouvoir d'ensorcellement ne sert pas qu'à devenir invisible mais aussi à calmer les gens stressés.
À la fin du niveau, John demande à Jayne comment va l'équipe WinterIce et elle répond, une fois sortie de sa folie, que tout le monde est mort, même le colonel. John, sous le choc, refait un flashback.

### Chapitre 8: Exploration (6 mois plus tôt)
Docteur Vattic se retrouve avec le colonel Starke en train de discuter. John ne comprend pas ce qu'il fait dans cette équipe, pourquoi il est là, et si on peut vraiment avoir confiance envers Jayne Wilde.
Le colonel prétend que Jayne a bien des pouvoirs psychiques et que ces pouvoirs ont déjà sauvé le sud de la Californie, quand d'étranges lumières cassent l'ambiance. 
Après avoir abattu quelques snipers, on apprend qu'une base ennemie russe se trouvait à quelques kilomètres du campement. Nous l'explorons et arrivons à ouvrir une barrière nous permettant de nous rendre à une gare abandonnée.
Dans cette gare abandonnée, Starke tombe dans un guet-apens tandis qu'on fait la connaissance d'un enfant aux facultés psychiques en lien avec les projets de Grienko. L'enfant met sa main sur notre front et débloque le dernier pouvoir utilisable du jeu : « La possession ».
On sauve le colonel et on apprend que l'équipement des soldats russes est américain.

### Chapitre 9: Pris au piège
John se remet une nouvelle fois de son flashback et annonce à Jayne que Starke est bien vivant mais elle n'est pas surprise, elle le sait déjà et elle ne semble plus être sous le choc contrairement à la fin du chapitre 7 où elle était en larmes et où elle nous annonçait que le colonel était bien mort.
On progresse dans les égouts en tuant tous les soldats envoyés par Hanson avec la permission de tuer à vue et on sort pour s'échapper des lieux en voiture.

### Chapitre 10: Les rues de New York
Jayne nous conduit dans un quartier du Queens où Starke avait donné rendez-vous à Jayne. Malheureusement, des agents du groupe NSE sont déjà en train de rechercher Starke et surprennent Jayne et John. Jayne s'enfuit en voiture tandis que John s'enferme dans un garage.
On trouve un membre du gang qui nous conduit à une membre de gang qui nous demande d'aller porter « des tulipes d'Amsterdam » à un autre membre de gang qui nous fait un tatouage sur le bras gauche nous permettant d'être considéré comme digne de confiance par les membres du gang. On aide le gang à repousser une invasion d'agent du groupe NSE et ils vous montrent où se planque Starke.
Vous rejoignez l'appartement de Starke et tombez sur des gros dossiers autour des projets de Grienko nommé « Projet Zener », mais le colonel Starke vous surprend et vous apprend qu'il est heureux que vous ayez survécu parce que toute l'équipe WinterIce a été tuée lors d'une mission à laquelle vous avez assisté. John fait une nouvelle crise en entendant cela et, comme à l'accoutumée, il part en flashback.

### Chapitre 11: Travail d'équipe ( 6 mois plus tôt )
On se retrouve avec l'équipe WinterIce au complet et là, premier problème, la radio ne fonctionne pas. On envoie John Vattic et deux autres membres pour régler le problème.  
Après quelques vagues d'ennemis, on infiltre le camp de Dubrensk et sauvons une personne d'une fusillade qui nous révèle qu'on tue les enfants de Dubrensk et que ces dits enfants sont comme John Vattic et que lui seul peut aller les aider, contrairement au reste de WinterIce qui pourrait être blessé par les enfants.  

### Chapitre 12: Évasion
John et Starke s'enfuient de l'appartement de ce dernier après que John a révélé que les membres de WinterIce sont vivants, ce qui ne choque pas le colonel Starke parce qu'il le savait et reconnait qu'ils ont eu beaucoup de chance d'avoir John Vattic avec eux ce jour-là.
Vers la fin du chapitre, le joueur s'enfuit avec les documents sans le colonel, car le colonel le couvre, et le joueur comprend que Jayne s'est fait enlever et qu'elle a été emmenée au QG de la NSE.

### Chapitre 13: Conspiration
John se rend au Quartier Général de la Direction de la Sécurité Nationale et y apprend que l'armée de super-hommes dotés de pouvoir psychique est déjà à sa phase finale, les échantillons permettant de le devenir sont déjà répartis à travers le globe.
John se dit qu'il faut empêcher cela, qu'il doit retourner à Dubrensk, 6 mois plus tôt et utilise donc son pouvoir de faire des flashbacks qui changent le futur.

### Chapitre 14: Infiltration (6 mois plus tôt)
John apprend par la femme que WinterIce a sauvé dans le chapitre 11 que les enfants se cachent et qu'on pourra les trouver dans les souterrains d'une église. On s'y rend en faisant face à des soldats russes dont des soldats de choc dotés de boucliers psychiques. 

### Chapitre 15: Protection infantile (6 mois plus tôt)
Le chapitre commence par un échange entre Hanson et un soldat de choc qui annonce qu'un membre de WinterIce est dans l’ascenseur menant au souterrain. Hanson demande à Grienko, se trouvant derrière lui, de rassembler ses notes les plus importantes et de les confier aux soldats de choc dans le but de partir au plus vite. Grienko s’inquiète pour les enfants mais Hanson dit qu'il va s'en occuper et demande, furtivement, à un garde de se débarrasser de Grienko une fois les notes rassemblées.
Une fois dans les souterrains, John se met en quête de retrouver les enfants mais les portes étant actionnées électroniquement et l'électricité n'étant pas activée, il doit se résoudre à d'abord réactiver le générateur avec son pouvoir de télékinésie. Un enfant, avec le pouvoir de projection, l'aide avec sa télékinésie et lui donne rendez-vous au laboratoire où l'enfant vous apprend qu'il reste 4 autres enfants à cet étage. Vous les retrouvez, les sauvez et rejoignez Grienko qui savait que vous viendrez. Il vous donne un lot de fiches du projet Zener et il vous informe que les recherches vont continuer en Amérique.

### Chapitre 17: Confrontation
John revient à lui dans le futur et se rend au dernier étage du QG de la NSE où il fait la rencontre de 4 soldats psychiques. Il les tue et Hanson envoie un garde désarmé pour accompagner John Vattic à lui.
John tente d'étrangler Hanson mais il a pris en otage Starke (n’apparaît parfois pas lors de certaine partie, un « trigger » doit être déclenché) et Jayne.
Le directeur de la Sécurité Nationale tente d'accuser John d'avoir tué les enfants et l'informe que c'est fini, qu'on ne peut changer le passé.
John dit que non, que ce n'est pas fini, qu'Hanson n'a pas gagné et se remet en flashback. Jayne se fait tuer hors-champs.

### Chapitre 18: Rédemption (6 mois plus tôt)
John informe Grienko qu'Hanson ne compte pas partir en Amérique pour continuer les recherches et qu'il va tuer les enfants. Grienko, pris de court et sous la demande de John, révèle qu'Hanson se cache dans les niveaux inférieurs et que John doit aller sauver les enfants.
Grienko se fait tuer par un soldat de choc et la partie « jeu » commence au moment où deux soldats de choc vous voient derrière une armoire, vous mitraillant alors à la première seconde de gameplay dans ce niveau. Une fois les deux soldats de choc mis hors d'état de nuire, vous vous rendez dans les niveaux inférieurs par un ascenseur. 
Dans les niveaux inférieurs, vous affrontez les soldats de choc tout au long de  votre ascension jusqu'à Hanson et avez des flashbacks du futur vous expliquant que les enfants vous aident depuis le début de votre aventure et que ce que vous avez cru être le passé est le présent.
Vous affrontez pleins de soldats avec les enfants que vous avez libérés, et détruisez la vitre à l'épreuve des balles et des capacités psychiques avec l'aide des enfants qui la déboulonnent.
Hanson, qui était tout fier jusque là, voit sa fin arriver et il finit dévoré par les enfants ayant subi des transformations lors des expériences du projet Zener.

Le jeu se termine avec Jayne et Starke portant John vers un hélicoptère auquel ils s'échangent tous un regard plein de soulagement et de fierté avant un plan vers le ciel et le générique de fin.

## Bugs[9]
Le jeu datant de 2004 avec un moteur permissif, il est normal d'y retrouver quelques bugs à noter.

### La vue subjective
La vue subjective n'étant pas un élément de gameplay permettant d'avancer dans le jeu, étant donné qu'il s'agit d'un jeu de tir à la troisième personne, il se peut que le jeu crashe lorsqu'on l'emploie avec d'autres éléments devant faire bouger la vue de John Vattic.
On ne peut pas enchaîner une explosion psychique et un changement d'arme en vue subjective.

### Les portes
Il existe deux types de porte dans le jeu : les coulissantes et les battantes.
Les portes coulissantes s'ouvrent bien quand vous passez devant ou que vous les actionner via une touche, mais les battantes ne se referment pas après votre passage, ce qui peut vous gêner lors de vos phases de fuite.

### Les balles sans dégâts mortels
Même si vous tirez très distinctement dans la tête d'un ennemi de loin dans un couloir, il se peut que vous ne le tuez pas sur le coup. Il considérera que vous l'avez tiré dans le ventre ou dans le bras.

### L'intelligence artificielle
Même si le jeu se veut un peu comique, il y a quelques situations où des soucis de programmation  peuvent empêcher le bon déroulement du jeu au niveau du comportement des ennemis.
Lorsque vous prenez un ennemi pour vous protégez avec, de temps en temps, au lieu de demander de libérer la personne, les autre ennemis lui tirent dessus et le tuent. Cette mort sera considérée dans les morts que vous avez provoqués dans les statistiques du jeu.
En temps normal, lorsque vous vous faites repérer dans une armoire, un ennemi reste en retrait pour indiquer aux autre votre position et un autre ennemi s'occupe de vous déloger de votre cachette. Le bug est que, parfois, plusieurs ennemis peuvent se donner le rôle de rester en retrait pour indiquer votre position et personne ne vient alors vous déloger.

### Les OOBs ( Out Of Bounds )
Lorsqu'on enchaîne une mise à couvert sur un mur en position debout et une impulsion psychique, John Vattic passe au travers du mur. Il peut en sortir de tous les coins et peut ainsi passer des portes fermées ou tomber dans des endroits accessibles plus tard sans l'usage d'un OOB, d'un glitch.

### Soft Lock le combat final
Si vous utilisez votre pouvoir de projection afin de libérer les enfants avant la cinématique introduisant Hanson derrière sa vitre, vous allez pouvoir faire le combat mais une fois tous les soldats tués, Hanson va continuer de vous faire des remarques sans la musique de fond et avec les enfants qui resteront figés sur place. Vous pouvez tirer sur les enfants mais à part pousser des cris de douleur, ils ne bougeront pas. Il faudra recharger le niveau. 

## Accueil
- Jeuxvideo.com : 16/20 (Playstation 2) [11] - 12/20 (PC)[12]
- Gamekult.com : 7/10 (PC)[13]